# Aulë
Pour les articles homonymes, voir Aule.
Aulë est un personnage fictif des récits du Silmarillion de J. R. R. Tolkien. Il est l'un des quatorze Valar, et le plus puissant après Manwë, Varda et Ulmo. Époux de Yavanna, il façonne les matériaux qui composent Arda, la Terre, pour former son relief.

## Histoire
Pendant la création d'Arda, il tourne ses pensées vers l'élément de la terre. Dès son arrivée dans Arda, il entreprend de grand travaux avec Manwë et Ulmo pour faire suite aux visions de la Grande Musique.
À la suite de la demande de Yavanna, il fabrique les deux Lampes des Valar qu'il porta au milieu des mers. Remplies par Varda et allumées par Manwë, elles éclairent le monde entier et permettent à la végétation de pousser. Lorsque Melkor détruit les deux Lampes, les Valar abandonnent leur ancienne demeure d'Almaren et se retranchent sur le continent d'Aman, édifiant les montagnes des Pelóri pour protéger leur nouveau pays, le Valinor, qu'Aulë contribue majoritairement à façonner.
Aulë ne peut contenir son impatience de voir l'arrivée des Enfants d'Ilúvatar (les Elfes et Homme), et il modèle les Sept Pères des Nains. Ilúvatar lui parle alors, lui expliquant qu'il ne peut former des créatures indépendantes de sa volonté et lui demandant la raison de son geste. Aulë lui explique qu'il souhaite simplement avoir des créatures à aimer et à instruire, et remet leur sort entre les mains d'Ilúvatar, proposant de les détruire. Touché, Ilúvatar adopte les Nains et leur donne une volonté propre ; il les plonge dans un profond sommeil en attendant l'éveil des Elfes.
Ilúvatar veut tout d'abord détruire les Nains créés par Aulë, mais sous les suppliques de celui-ci, il finit par accepter de les laisser vivre à la condition de ne pas se réveiller avant les Elfes et les Hommes (Le Silmarillion).
Lorsque les Ñoldor arrivent en Valinor, Aulë leur enseigne le travail de la pierre et de la forge.

## Personnalité
Aulë, forgeron et maître en tous les arts, est aussi doué que Melkor en talent et en savoir. Contrairement à ce dernier, qui prend plaisir à la possession et à la maîtrise, il éprouve joie et fierté dans l'acte de création et ce qui en résulte. Jaloux, Melkor passe son temps à détruire ce qu'Aulë conçoit.
Il est particulièrement vénéré par les Nains, qui l'appellent Mahal, et proche des Ñoldor, à qui il apprend l'art de la forge. C'est grâce à lui que Fëanor peut forger les Silmarils. On lui doit également la chaîne Angainor, qui permet aux Valar d'enchaîner Melkor. Parmi les Maiar à son service se trouvent Sauron et Curumo. Yavanna est son épouse et la seconde des reines des Valar après Varda.

## Noms
L'opinion de Tolkien sur l'étymologie du nom Aulë a varié au fil du temps. À l'époque des Contes perdus (années 1910-1920), la toute première version des récits du Silmarillion, existe le mot quenya aulë « hirsute », mais Christopher Tolkien précise qu'aucun lien n'est fait entre ce mot et le nom du Vala. Quelques années plus tard, dans les Étymologies (années 1930), le nom Aule apparaît sous la racine gawa- ou gowo- « élaborer, concevoir, combiner », avec le sens « invention ».
Tolkien change radicalement d'avis sur les noms des Valar dans le texte Quendi and Eldar (fin des années 1950) : ce sont toujours des noms quenyas, mais ils dérivent désormais des noms que se donnent les Valar dans leur propre langue, le valarin. Aulë est ainsi une adaptation du nom valarin Aȝūlēz, de sens inconnu.

## Création et évolution
Certains passages concernant Aulë ne font pas partie des premières versions du Silmarillion. Les dernières versions et la publication des Contes Perdus nous permet de connaître des informations supplémentaires sur le personnage. Lors de l'explication sur la création des éléments, il n'est pas indiqué qu'Aulë était créateur de l'élément terre dans la première version.
Tolkien semble avoir beaucoup hésité sur le nombre de Nains conçus originellement par Aulë : selon les versions, les Sept Pères ne se trouvent aucune, six ou sept compagnes, Durin restant seul dans le second cas,.

## Adaptations
Les récits dans lesquels Aulë apparaît n'ont pas été adaptés à la télévision, au cinéma ou à la radio. Il a néanmoins inspiré les dessinateurs, comme Ted Nasmith.